# Kościół św. Małgorzaty w Juncewie
Kościół świętej Małgorzaty w Juncewie – rzymskokatolicki kościół parafialny należący do parafii pod tym samym wezwaniem (dekanat damasławski archidiecezji gnieźnieńskiej).
Obecna murowana z cegły, neogotycka świątynia została wzniesiona w latach 1885–1886. Konsekrowana została w 1895 roku przez sufragana gnieźnieńskiego biskupa Antoniego Andrzejewicza. Wystrój wnętrza kościoła reprezentuje jednolity styl i powstał pod koniec XIX wieku. W otoczeniu budowli usytuowany jest również grobowiec, w którym pochowany jest wybitny mieszkaniec Pałuk, który był uczestnikiem powstania listopadowego, Wiosny Ludów i powstania styczniowego – Aleksander Guttry.